# ボロダニー
ボロダニー（ウクライナ語：Бородані́；意訳：「長鬚」）は、ウクライナのキエフ州オブーヒウ地区にある村。ローシ川河岸に位置する。1239年に城柵として創建された。面積は約1.1km²（2005年）。人口は249人（2005年）。